# حمید نعمت‌الله
حمید نعمت‌الله (زادهٔ ۱ آبان ۱۳۴۶) کارگردان، تهیه‌کننده و فیلم‌نامه‌نویس ایرانی است.

## زندگی
نعمت‌الله فعالیت سینمایی‌اش را با دستیاری مسعود کیمیایی آغاز و با ساخت بوتیک (۱۳۸۲) اولین فیلم سینمایی‌اش را در مقام کارگردان تجربه کرد. او در سال ۱۳۹۲ جایزه ویژهٔ هیئت داوران جشنواره فیلم فجر را برای فیلم آرایش غلیظ به دست آورد. حمید نعمت‌الله برادر سعید نعمت‌الله (فیلمنامه‌نویس) و همسر معصومه بیات (نویسنده) و پسرعموی حمیرا نعمت‌الله است. حمید نعمت‌الله همچنین سابقه فعالیت مطبوعاتی در نشریاتی مانند هفته‌نامه سینما و گزارش فیلم، ماهنامه فیلم سینما و همچنین به همراه همسرش معصومه بیات عضویت در شورای سردبیری ماهنامه ادبی پروین را نیز داشته‌است.

## آثار
| سال تولید | عنوان                  | سمت                           | توضیحات          |
| --------- | ---------------------- | ----------------------------- | ---------------- |
| ۱۳۸۲      | بوتیک                  | نویسنده و کارگردان            | سینمایی          |
| ۱۳۸۶      | بی‌پولی                 | نویسنده و کارگردان            | سینمایی          |
| ۱۳۹۰–۱۳۸۷ | وضعیت سفید             | نویسنده و کارگردان            | مجموعهٔ تلویزیونی |
| ۱۳۸۷–۱۳۹۶ | بیا از گذشته حرف بزنیم | کارگردان                      | مجموعهٔ اپیزودیک  |
| ۱۳۹۱      | راه و رسم سفر          | کارگردان                      | تله‌فیلم          |
| ۱۳۹۲      | آرایش غلیظ             | نویسنده و کارگردان            | سینمایی          |
| ۱۳۹۴      | رگ خواب                | تهیه‌کننده و کارگردان          | سینمایی          |
| ۱۳۹۵      | شعله‌ور                 | نویسنده و کارگردان            | سینمایی          |
| ۱۳۹۸      | قاتل و وحشی            | تهیه‌کننده، نویسنده و کارگردان | سینمایی          |
| ۱۴۰۳      | بت                     | تهیه‌کننده و کارگردان          | سینمایی          |

| به آثاری اشاره دارد که در حال حاضر منتشر نشده‌اند | به آثاری اشاره دارد که در حال حاضر منتشر نشده‌اند |

از دیگر فیلم‌های نعمت‌الله می‌توان به چند فیلم تلویزیونی مکبر، ای دوست مرا به خاطر آور، لب دریا، فریدون مهربان است، به سوی بروجرد، متولد سی ام اسفند اشاره کرد. او همچنین فیلم مستندی به نام ساعت صفر را نیز کارگردانی کرده است.